# Petite Rose des Bruyères
Petite Rose, Petite Rose des Bruyères ou Petite Rose de la lande est un poème de Goethe intitulé en allemand : Heidenröslein.
Il a été mis en musique par plusieurs compositeurs, notamment Franz Schubert (D. 257), Heinrich Werner (1800-1833), Carl Friedrich Zelter ou Franz Lehar, dans son opérette Frédérique (Friederike). Le groupe  de metal industriel allemand Rammstein en a repris les deux premiers vers dans sa chanson Rosenrot. La version chinoise de ce poème est aussi très connue à Taiwan en tant que comptine pour enfant sous le titre Yemeigui (野玫瑰, La Rose sauvage). Une version chantée est d'ailleurs visible dans le film de Wei Desheng Cape No. 7 (海角七號).

## Texte en allemand
« Sah' ein Knab ein Röslein stehn,

Röslein auf der Heiden,

War so jung und morgenschön,

Lief er schnell, es nah zu sehn,

Sah's mit vielen Freuden.

Röslein, Röslein, Röslein rot,

Röslein auf der Heiden.

Knabe sprach: Ich breche dich,

Röslein auf der Heiden!

Röslein sprach: Ich steche dich,

Daß du ewig denkst an mich,

Und ich will's nicht leiden,

Röslein, Röslein, Röslein rot,

Röslein auf der Heiden.

Und der wilde Knabe brach

 's Röslein auf der Heiden;

Röslein wehrte sich und stach,

Half ihm doch kein Weh und Ach,

Mußt es eben leiden.

Röslein, Röslein, Röslein rot,

Röslein auf der Heiden. »